# Clemens Brentano
Clemens Brentano   (Koblenz-Ehrenbreitstein, 8 de setembre de 1778 - Aschaffenburg, 28 de juliol de 1842), pseudònim de Clemens Wenzeslaus Brentano de La Roche (Ehrenbreitstein, 9 de setembre de 1778 - Aschaffenburg, 28 de juliol de 1842) va ser un novel·lista i poeta alemany.

## Biografia
Va nàixer a Ehrenbreitstein, ara part de Coblença (Alemanya). La família de son pare era d'origen italià. Va estudiar a Halle i Jena, i després es va residir a Heidelberg, Viena i Berlín. Va ser amic de Wieland, Herder, Goethe, Friedrich Schlegel, Fichte i Tieck.
Entre 1798 i 1800, Brentano va viure a Jena, el primitiu centre del moviment romàntic. L'any 1801, es traslladà a Göttingen, on va fer amistat amb Achim von Arnim. Es va casar amb Sophie Mereau el 29 d'octubre de 1803. L'any 1804 es va instal·lar a Heidelberg, on va escriure en la revista Zeitungen für Einsiedler. Després de la mort de la seua muller, l'any 1806, es va casar per segona vegada, el 1807, amb Auguste Busmann. Entre 1808 i 1818, va residir habitualment a Berlín, i entre 1819 i 1824 a Dülmen, Westfàlia.
L'any 1818, cansat de la seua agitada vida, va reprendre la pràctica del catolicisme i ingressà al monestir de Dülmen, on va viure uns anys en estricta reclusió. Ací va adquirir la posició de secretari de la mística monja Anna Caterina Emmerich, posteriorment beatificada, de la qual afirmà que durant els darrers dotze anys de la seua vida no va menjar res més que la sagrada comunió i no va beure res més que aigua, tot subsistint només amb la sagrada eucaristia. D'ella, va dir que des de l'any 1802 fins a la seua mort va portar les ferides de la corona d'espines, i a partir de 1812 els estigmes complets, incloent-hi una creu sobre el cor i la ferida de la llança. En conèixer-la, Clemens Brentano va adquirir una fe extraordinària, i entre 1818 i 1824 va romandre als peus del seu llit, on copiava literalment al dictat el que ella deia. En morir la beata, Brentano va preparar un volum amb les seues visions i revelacions, La dolorosa passió de Nostre Senyor Jesucrist (publicat l'any 1833). Una de les visions donades a conèixer per Brentano va propiciar, posteriorment, la suposada identificació de la casa de la Verge Maria a Efes, per l'abat Julien Gouyet, un sacerdot francès, l'any 1881.
L'última part de la seua vida va transcórrer a Regensburg, Frankfurt i Múnic, molt involucrat en la promoció de la fe catòlica.

## Obra

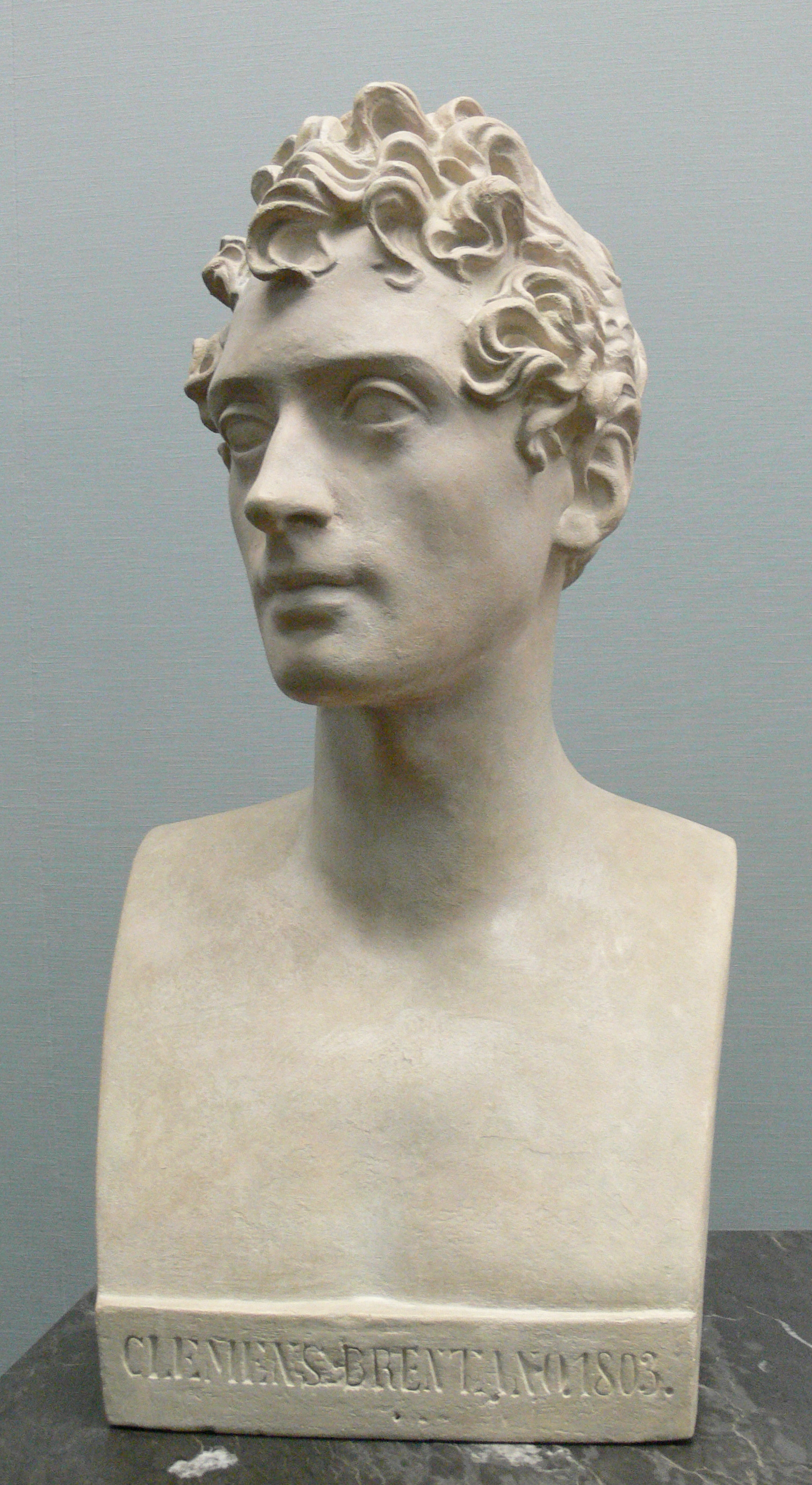
Bust de Clemens Brentano, per Christian Friedrich Tieck, 1803

Va emprar el pseudònim Clemens Maria Brentano. Va pertànyer al grup de romàntics alemanys de Heidelberg, i les seues obres es caracteritzen per estar farcides d'un excés d'imatgeria fantàstica, i pel seu llenguatge estrany i abrupte.
Brentano ajudà Ludwig Achim von Arnim, cunyat seu, en la recollida de les cançons populars que van formar el recull Des Knaben Wunderhorn (1805-1808), que posteriorment serien emprades per Gustav Mahler per al seu cicle de lieder del mateix nom. Les seues primeres obres publicades van ser Satiren und poetische Spiele (1800), i una novel·la, Godwi oder Das steinerne Bild der Mutter (1801); dels seus drames, els millors són Ponce de Leon (1804), Victoria (1817) i Die Grundung Prags (1815).
La seua millor obra és el recull de Romanzen vom Rosenkranz (publicat a títol pòstum l'any 1852); aquestes narracions breus, i especialment l'encisadora Geschichte vom braven Kasperl und dem schönen Annerl (1817), van ser molt populars.
L'obra completa de Brentano va ser editada pel seu germà Christian, i va aparèixer a Frankfurt en 9 volums (1851-1855). La seva correspondència epistolària amb Philipp Otto Runge va publicar-se el 1974.
La seua germana era Bettina von Arnim, muller d'Achim von Arnim, també escriptora, famosa per la relació epistolar que va mantenir amb Goethe.

## Poemes

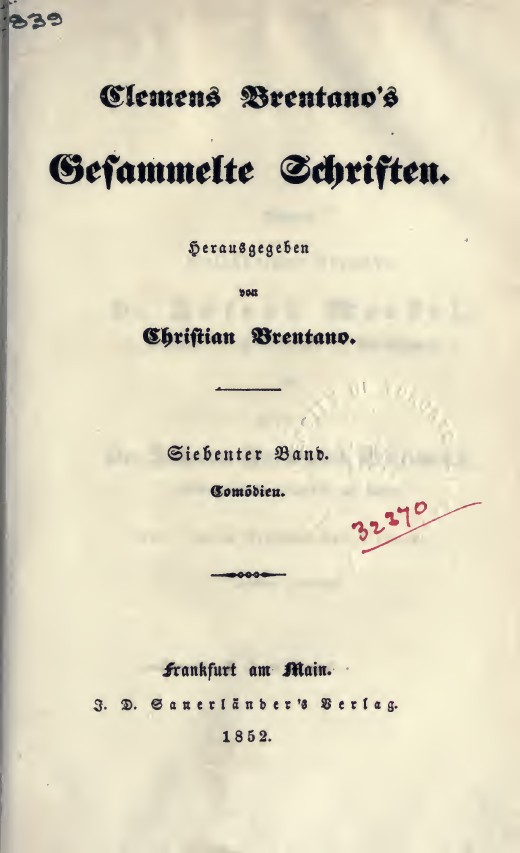
Comödien (1852)

- Eingang
- Frühlingsschrei eines Knechtes
- Abendständchen
- Lore Lay
- Auf dem Rhein
- Wiegenlied
- An Sophie Mereau
- Ich wollt ein Sträusslein binden
- Der Spinnerin Lied
- Aus einem kranken Herzen
- Hast du nicht mein Glück gesehen?
- Frühes Lied
- Schwanenlied
- Nachklänge Beethovenscher Musik
- Romanzen vom Rosenkranz
- Einsam will ich untergehn
- Rückblick